# Erythrina euodiphylla
Erythrina euodiphylla es una especie de fanerógama perteneciente a la familia Fabaceae. Es endémica de  Indonesia.

## Distribución y hábitat
Se produce en el este de Java y se recogió una vez en Timor en 1968. La muestra de Bali ahora se cree que pertenecen a Erythrina variegata. 
La especie se registra en el Parque Nacional Baluran, donde está potencialmente amenazada por la invasión humana y la competencia con el árbol introducido Acacia nilotica. 

## Taxonomía
Erythrina euodiphylla fue descrita por Hassk. ex Backh. y publicado en Hort. Bogor. Descr. 1: 178. 1858.
Etimología
Erythrina: nombre genérico que proviene del griego ερυθρóς (erythros) = "rojo", en referencia al color rojo intenso de las flores de algunas especies representativas.
euodiphylla: epíteto latino compuesto que significa "con las hojas de 'Euodia. 